# Chancelaria (Alter do Chão)
Chancelaria ist eine Gemeinde (Freguesia) im portugiesischen Kreis Alter do Chão. In ihr leben 382 Einwohner (Stand 19. April 2021).